# SASA (Bolzano)
La SASA S.p.A / AG è la società concessionaria per il trasporto pubblico su strada (autobus) nelle linee urbane, extraurbane e suburbane delle città Bolzano, Merano, Laives e tra Merano e Lana. Insieme alle tratte locali di Trenitalia fa parte del Sistema di trasporto integrato dell'Alto Adige (altoadigemobilità) che comporta per esempio l'emissione di biglietti validi su tutta la rete. La presidente è Astrid Kofler.

## Storia
Nei primi anni del XX secolo venne inaugurata la linea tramviaria Bolzano-Gries (Trambahn Bozen-Gries) seguita nel 1905 dal collegamento fra Bolzano e San Giacomo-Vurza (St. Jakob-Wurzer), prolungato fino a Laives negli anni venti, passando per il quartiere di Oltrisarco. L'anno successivo iniziò il servizio la ferrovia del Renon che partiva dal centro della città e, dopo un breve tratto urbano, proseguiva come impianto a cremagliera fino sull'altipiano. Dello stesso periodo sono la funicolare del Virgolo e quella del Guncina (Guntschnabahn). Al 1908 risale l'inaugurazione della funivia del Colle, la prima al mondo per il trasporto di persone.
Alla fine degli anni venti si aggiunse la funivia Bolzano-San Genesio.
Dopo la seconda guerra mondiale il servizio tranviario venne soppresso e sostituito da autobus, gestiti dalla neo-costituita SASA (Società Atesina Servizi Automobilistici) fondata nel 1948 per iniziativa di un imprenditore triestino, il Dott. Permutti. I primi veicoli erano di colore verde chiaro/scuro. L'attuale SASA possiede un Fiat 680 RNU Viberti del 1951, però non originale di Bolzano, in quanto acquistato da altra società. Viene utilizzato per avvenimenti speciali.
Alla fine degli anni settanta, alla luce delle gravi difficoltà economiche, il servizio viene trasferito in mano totalmente pubblica, per cui i tre Comuni interessati - Bolzano, Laives e Merano - fondano nel 1976 la ACT-VVB (Azienda Consortile Trasporti) che soppianta la SASA.
Nel 2001 avviene la trasformazione in società per azioni - sempre a capitale per massima parte pubblico. Per una sorta di nostalgia ma anche perché ancora utilizzata da molti bolzanini per identificare il servizio autobus urbano, viene riesumata la vecchia sigla "SASA" che, con abile gioco di parole, viene adattata sia alla versione italiana che tedesca.
Nel 2017 nella compagine societaria è entrata anche la provincia autonoma di Bolzano, inizialmente con una quota pari al 17,79%, che successivamente, nel 2021, è stata portata all'88,1% (coi comuni di Bolzano, Merano e Laives scesi rispettivamente dal 44% al 6,3%, dal 27% al 4% e dall'11% all'1,6%).

## I mezzi
L'età media della flotta SASA è una delle più basse d'Europa. L'azienda possiede 163 mezzi e l'età media è di12 anni. Nel 2013 la SASA ha acquistato 35 nuovi bus a gasolio, 15 Solaris Urbino di fabbricazione polacca da 12 metri, 6 Mercedes Benz O 530 GN Citaro da 18 metri, 6 Mercedes Benz O 530 K da 10 metri e 8 Bredamenarinibus Vivacity plus 231 MU/3P/E5 EEV da 8 metri.
Nel 2018 la SASA ha acquistato 5 autobus elettrici al 100% di marca Solaris. 3 di questi bus sono da 12 metri (Matricole 450, 451 e 452) e 2 sono da 18 metri (Matricole 453 e 454) (Tra cui, sono tra i primi 18 Metri 100% elettrici ad essere entrati in servizio in Italia).
Tra il 2019 e il 2021 SASA ha acquistato 88 autobus a trazione ibrida dalla Mercedes-Benz, per sostituire molti dei vecchi bus metano, ancora degli anni 2004-2005-2006, e abbassare ulteriormente l'eta media della flotta. I nuovi autobus vi sono stati acquistati in versione 10m, 12m e 18m. Inoltre, sempre nell'anno 2019 sono stati acquistati 3 minibus "Mobi" dal costruttore Iveco e 3 autobus extraurbani dal costruttore turco Otokar (azienda).
SASA nel 2021 ha ordinato 12 autobus dal costruttore polacco Solaris Bus & Coach, i quali sono Urbino 12, allimentati a idrogeno. Pochi mesi dopo, sono stati acquistati ulteriori 12 autobus dello stesso modello, i quali verranno consegnati nel 2022, assieme a 8 minibus lunghi 8 metri a trazione elettrica, per sostituire molti bus vecchi a trazione a metano.

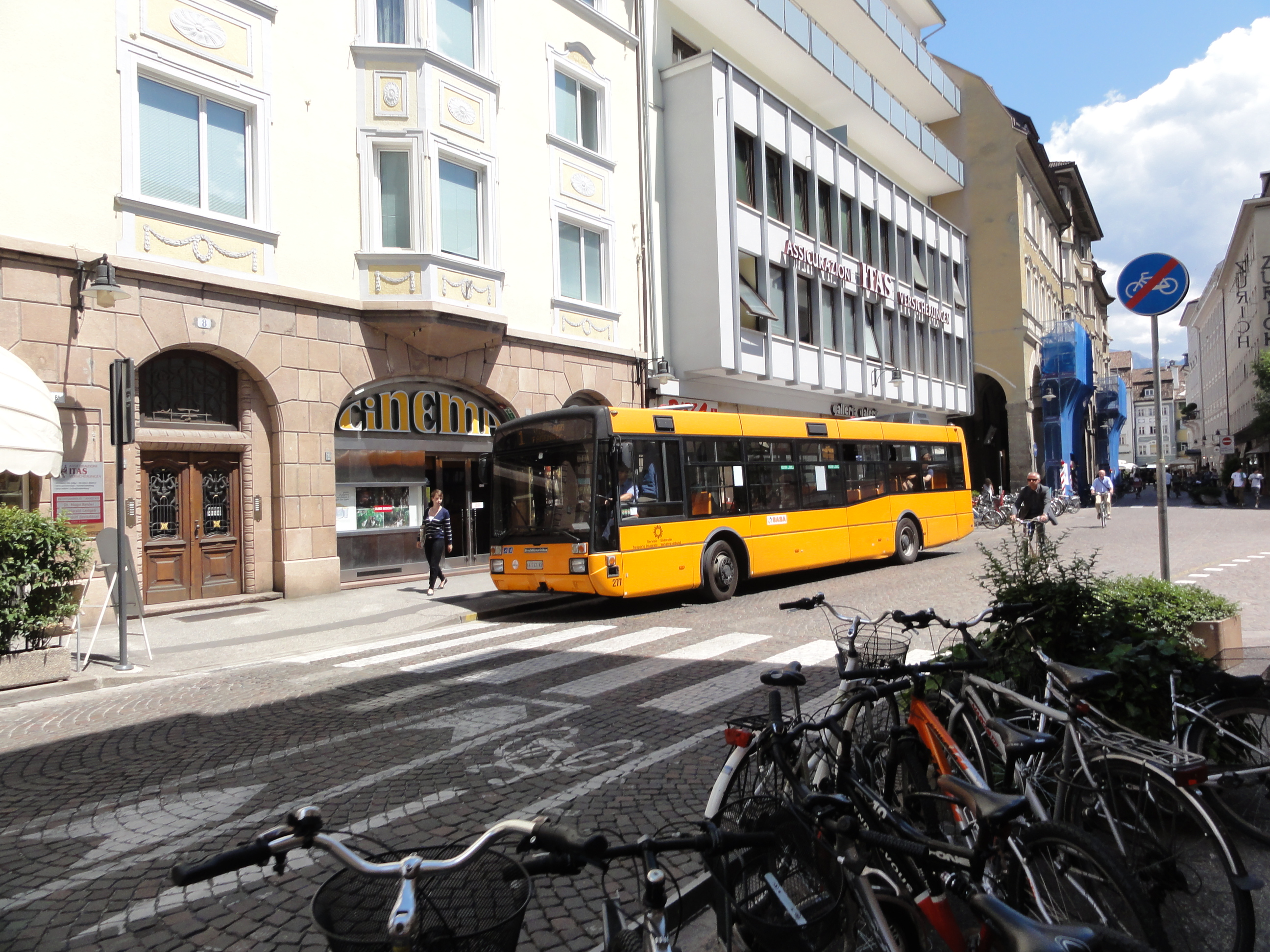

- File:Bozen_1_(45).JPG

## Linee
La SASA offre servizio di Trasporto Pubblico Locale nei principali comuni di Bolzano, Merano e Laives. In totale ha 41 Linee (Giornaliere/Notturne).

### Linee Bolzano Urbane
- Linea 1: Piazza Gries - Funivia del Colle;
- Linea 3: Casanova - Via Perathoner;
- Linea 5: Firmian - Via Perathoner;
- Linea 6: Rotonda Via Lancia - Funivia del Colle;
- Linea 7A: (Circolare) Passeggiata Dei Castani - Via Castel Flavon Alta;
- Linea 7B: (Circolare) Passeggiata Dei Castani - Via Castel Flavon Alta;
- Linea 8: Ospedale Padiglione W - Cardano;
- Linea 9: Stazione Ponte Adige - Funivia del Colle;
- Linea 10A: (Circolare) Ospedale - Z. Industriale - Cimitero - Stazione Bolzano - Centro - Ospedale;
- Linea 10B: (Circolare) Ospedale - Centro - Stazione Bolzano - Cimitero - Z. Industriale - Ospedale;
- Linea 12: Via Perathoner - Castel Roncolo;
- Linea 14: (Linea di solo Festivi): Funivia S. Genesio - Aslago;
- Linea 15: Circolare Centro Storico Bolzano;
- Linea N35: Linea notturna (prima partenza alle ore 20.13).

### Linee Bolzano Extraurbane
- Linea 108: Zona industriale Bolzano - Mezzocorona
- Linea 110: Stazione Bolzano - Bronzolo Paese;
- Linea 111: Stazione Bolzano - Z. Industriale Bolzano - Laives, Via Nobel Capolinea;
- Linea 116: (Circolare) Laives Paese - Laives Stazione;
- Linea 117: Pineta - Vadena;
- Linea 120: Bolzano, Autostazione - Salorno, Autostazione
- Linea 131: Espresso Oltradige (Caldaro - Appiano - Bolzano)
- Linea 132: Caldaro - Bolzano
- Linea 133: Bassa Atesina - Caldaro - Bolzano
- Linea 150: Bolzano, Autostazione - Val Sarentino
- Linea 165: Bolzano, Autostazione - Collalbo - Longostagno
- Linea 170: Bolzano, Autostazione - Castelrotto, Autostazione
- Linea 180: Bolzano, Autostazione - Passo Costalunga - Vigo di Fassa
- Linea 182: Bolzano, Autostazione - Collepietra - Ponte Nova, Autostazione
- Linea 183: Bolzano, Autostazione - Cornedo, Valzurg
- Linea 185: Bolzano, Autostazione - S. Cipriano (Tires), Autostazione
- Linea 201: Merano, Stazione - Bolzano, Stazione
- Linea 202: Terlano, Stazione - Funivia Vilpiano/Meltina.
- Linea 204: Avelengo - Meltina - Terlano - Bolzano
- Linea 350: Bolzano, Autostazione - Val Gardena

### Linee Merano Urbane
- Linea 1: Rione S. Maria Assunta - Funivia Merano 2000/Trauttmansdorff;
- Linea 3: Stazione Merano - Lazago;
- Linea 4: Stazione Merano - Maia Alta;
- Linea 5: Stazione Merano - Stazione Maia Bassa
- Linea 6/6A: Stazione Merano - Rione Marlengo;
- Linea N13: Linea notturna (Prima partenza alle ore 19.47)

### Linee Extraurbane Merano
- Linea 201: Stazione Merano - Stazione Bolzano
- Linea 210: Stazione Merano - Z. Industriale Sinigo/Lana;
- Linea 210A: Stazione Merano - Stazione Lana/Postal;
- Linea 210B: Stazione Merano - Autostazione Lana;
- Linea 211/211A: Stazione Merano - Lana - Stazione Lana/Postal;
- Linea 212: Stazione Merano - Stazione Marlengo;
- Linea 213/213A: Stazione Merano - Parcines;
- Linea 214: Lana Autostazione - Foiana;
- Linea 215: Lana Autostazione - Stazione Gargazzone;
- Linea 216: Lana Autostazione - Tesimo - Nalles - Funivia Vilpiano/Meltina;
- Linea 217: Stazione Merano - Foresta
- Linea 221: Stazione Merano - Tirolo Autostazione;
- Linea 222: Tirolo Croce - Monte S. Benedetto Seggiovia;
- Linea 223: Tirolo Autostazione - Ungericht;
- Linea 224: Tirolo Autostazione - Vernuer;
- Linea 225: Merano Stazione - Avelengo - Falzeben/Verano
- Linea 231: Merano - Scena
- Linea 232: Scena - Trauttsmandorff - Funivia Merano 2000
- Linea 233: S. Giorgio - Scena - Funivia Tasa
- Linea 235: Merano - Velloi
- Linea 236: Merano - Castel torre
- Linea 237: Merano - Lagundo - Plars di Sopra
- Linea 240: Merano - Plan in Passiria
- Linea 241: Rabenstein - Stules - Mooso in Passiria
- Linea 244: Lauregno - Val d'Ultimo
- Linea 245: Merano - Val d'Ultimo
- Linea 246: Merano - Passo Palade - Fondo
- Linea 251: Merano - Naturno
- Linea 261: Merano - Madonna in Senale

## Dati
- Territorio servito (area): 462 km²
- Bacino d'utenza: 208 000 abitanti
- Velocità media in ambito urbano (Bolzano): 16,36 km/h
- Linee d'autobus totali: 41
  - Bolzano/Laives: 14 urbane - 3 suburbane - 4 extraurbane
  - Merano: 4 urbane - 4 suburbane - 8 extraurbane
  - Bolzano-Merano (effettuano anche fermate urbane): 1

- Numero di mezzi (31.12.2012): 154 (di cui a metano 72)
- Passeggeri trasportati (31.12.2012): 23.928.391
- Età media mezzi (31.12.2012): 9 anni
- Corse con ritardo 5+ min (31.12.2012): 0,94%
- Corse non effettuate (31.12.2012): 0,70%